# Spolková zpravodajská služba

Logo zpravodajské služby

Spolková zpravodajská služba (německy: Bundesnachrichtendienst, zkráceně BND) je zpravodajská služba Spolkové republiky Německo s vnějším polem působnosti. Vznikla 1. dubna 1956, sídlila v Pullachu nedaleko Mnichova, od roku 2019 je hlavním sídlem Berlín. Její roční rozpočet byl v roce 2009 celkem 460 milionů eur.
V roce 2011 unikly podrobné plány nového budovaného sídla zpravodajské služby v Berlíně.

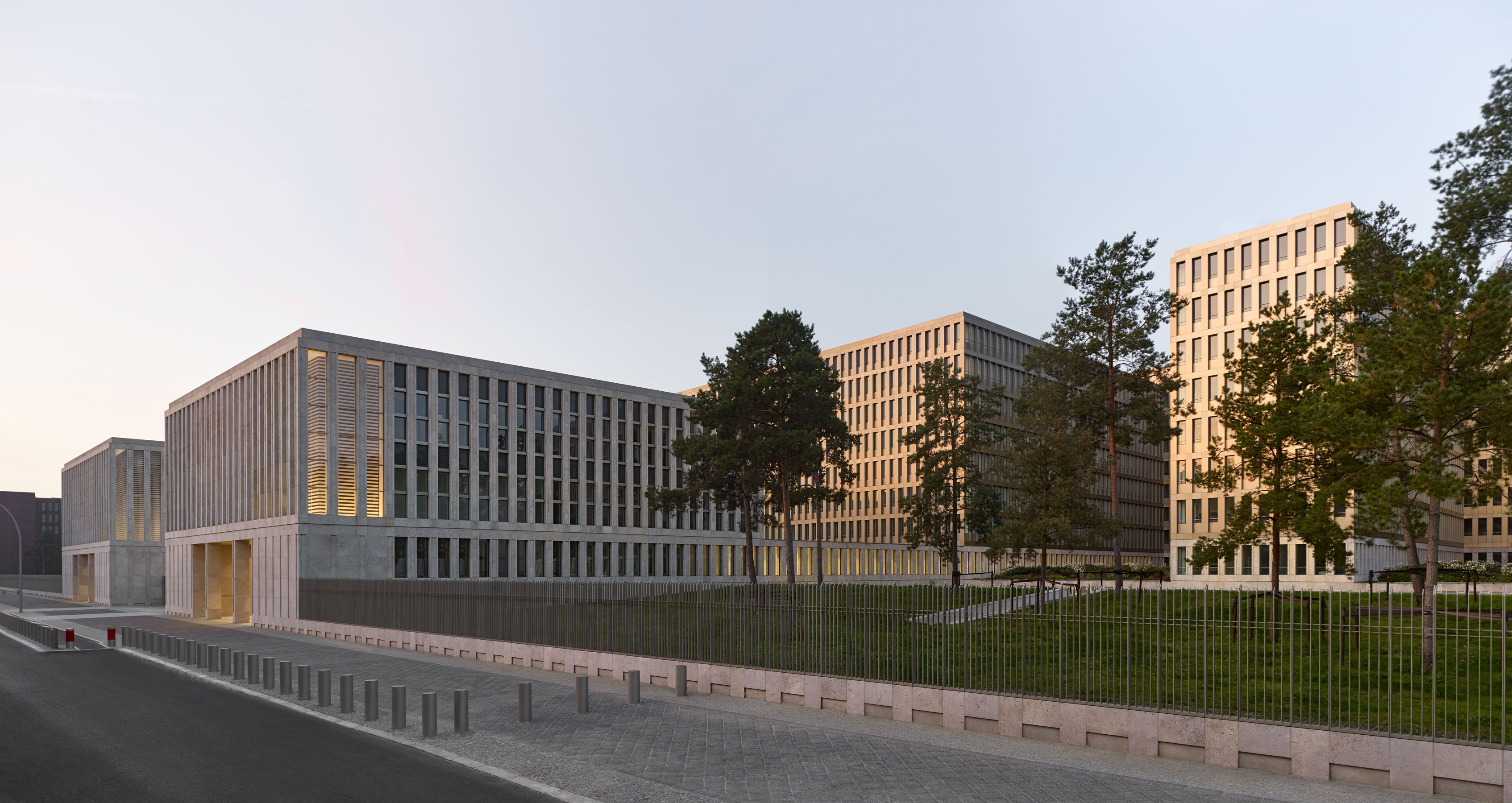
Bundesnachrichtendienst